# 王晨阳
王晨阳（2002年1月8日—），河北省石家庄市人，中国男子残疾人越野滑雪运动员。2022年参加冬季残疾人奥林匹克运动会越野滑雪比赛，并获得1枚金牌和1枚银牌。

## 个人经历
王晨阳在11岁时失去双臂。11岁时，王晨阳因事故失去双臂。
2018年他代表中国队参加2018年冬季残疾人奥林匹克运动会越野滑雪比赛获得男子20公里（自由技术）站姿比赛第11位。
2022年在北京参加冬残奥会，3月12日获得越野滑雪男子中距离（自由技术）比赛站姿组金牌。他在本届冬残奥会上还获得长距离（传统技术）第8名以及短距离（自由技术）第11名。3月13日与队友单怡霖、郑鹏和蔡佳云获得混合接力的银牌。
2022年4月8日被国务院评为北京冬奥会、冬残奥会突出贡献个人。